# 下議院執政黨首席議員 (加拿大)
加拿大國會下議院執政黨首席議員（英語：Leader of the Government in the House of Commons或Government House Leader；法語：Leader du gouvernement à la Chambre des communes）是負責為執政政府在加拿大國會下議院計劃議程的議員。首席議員與「黨領袖」身份不同。過去的首席議員一職不是内閣職位，通常會有其他内閣職位。但是近年來的首席議員已包括為内閣成員。
執政黨首席議員的主要工作是確保政府提出的法案可以在國會通過。因此，這一職需要有談判能力及熟識國會運作的人士來擔任。如果該執政黨是一個少數政府（執政黨在下議院沒有過半數的議席）時，執政黨首席議員的工作變得更加重要，因為少數政府的法案必需得到反對黨的支持才可通過。
1. ↑  . www.ourcommons.ca.   [2020-04-20]. （原始内容存档于2021-01-01）.
2. ↑  . The Governor General of Canada.   [2020-04-20]. （原始内容存档于2020-04-23）.
3. ↑  . www.ourcommons.ca.   [2020-04-20]. （原始内容存档于2021-10-19）.